# Sammelstiftung der Stadt Dresden
Die mildtätige und gemeinnützige Sammelstiftung der Stadt Dresden ist eine Stiftung mit Sitz in der Landeshauptstadt Dresden. 1948 wurde sie durch Zusammenlegung zahlreicher privater Stiftungen errichtet. Sie ist eine rechtsfähige Stiftung bürgerlichen Rechts und gleichzeitig kommunale örtliche Stiftung, Aufsichtsbehörde ist die Landesdirektion Sachsen.

## Geschichte
Viele wohlhabende Dresdner Bürger und Bürgerinnen hinterließen das Vermächtnis, dass ihr Vermögen in wohltätige Stiftungen eingebracht werden solle. Dazu gehörten unter anderem die im Jahre 1880 gegründete Gottfried-Semper-Stiftung, die 1894 gegründete Bienert-Stiftung mit einem Stammvermögen von 1 Mio. Mark oder auch die zum Gedenken an den Oberbürgermeister und Ehrenbürger der Stadt Dresden, geheimer Rat Dr. Alfred Stübel im Jahre 1895 gegründete Stübel-Stiftung. Viele dieser Stiftungen waren durch die Hyperinflation in Deutschland praktisch wertlos geworden, deren Vermögen wurde zwar im Zuge der „Aufwertung“ Mitte der 1920er-Jahre neu festgesetzt, reichte jedoch häufig nicht aus, um den Stiftungszweck zu erfüllen. Weitere Stiftungen, die ihr Vermögen in Immobilien angelegt hatten, waren durch die Zerstörung der Stadt während der Luftangriffe auf Dresden 1945 wertlos geworden.
Auf der Grundlage des Sächsischen Landesgesetzes über die Zusammenlegung örtlicher Stiftungen vom 25. Februar 1948 (GVBl. S. 137) wurde daher 1948 eine so bezeichnete Sammelstiftung Dresden errichtet. In ihr wurden alle die Stiftungen zusammengeschlossen, deren Reinertrag im letzten, vor dem 1. Januar 1948 beendeten Rechnungsjahr 3000 Reichsmark oder weniger betrug. Ihr folgten weitere Sammelstiftungen, die dann allerdings als Gruppenstiftung bezeichnet wurden. Insgesamt wurden 162 Stiftungen in der „Sammelstiftung Dresden“ zusammengeschlossen und weitere 18 Stiftungen bei zunächst Beibehaltung ihrer Eigenständigkeit ihr verwaltungsseitig angegliedert.
1964 wurden dann die Gruppenstiftung für soziale Zecke, die Gruppenstiftung für Unterhaltung von Heimen, die Zweckvermögensstiftung und die Sammelstiftung Dresden zur Sammelstiftung der Stadt Dresden zusammengefasst.
Das Vermögen aller dieser Stiftungen und das dann der Sammelstiftung der Stadt Dresden wurde jedoch nicht erhalten, zu großen Teilen auch unrechtmäßig verringert oder sogar zwangsweise aufgelöst, wie z. B. die ursprünglich kirchliche und seit 1742 bestehende „Ehrlich’sche Schul- und Armenstiftung“ im Jahr 1960. Von den einstmals 18 verwalteten Stiftungen waren 1990 noch drei übrig geblieben, die Stadtwaisenhaus-Stiftung mit Eugenienstiftung, die Dr.-Hedrich-Stiftung und die Kulturstiftung Gotthard Werner Lange.
Nach Erlass des DDR-Stiftungsgesetzes im Jahr 1990, wobei es zwischen 1975 und 1990  faktisch kein Stiftungsrecht der DDR gab, wurde die Sammelstiftung der Stadt Dresden zunächst eine kommunale Stiftung öffentlichen Rechts, bis schließlich im November 1993 die neue Satzung sie als „rechtsfähige kommunale örtliche Stiftung bürgerlichen Rechts“ feststellte. 2008 kam es zu einer kompletten Neufassung der Satzung gemäß der Neuregelung des Stiftungsgesetzes im Freistaat Sachsen.

## Stiftungszwecke
Laut Satzung aus dem Jahr 2017 ist der Zweck der Stiftung die Förderung der Jugend-, Familien- und Altenhilfe der Dresdner Bürger und der Dresdner sozialen Einrichtungen sowie des Wohlfahrtswesens. Dabei stehen einmalige oder kurz dauernde Geldzahlungen oder die Gewährung von zinslosen Darlehen als Maßnahmen laut Satzung zur Verfügung. Gefördert werden:
- kinderreiche Familien,
- Familien mit behinderten Kindern und
- in Not geratene Familien unter der Voraussetzung des ständigen Wohnsitzes in Dresden und der Bedürftigkeit im Sinne des § 53 der Abgabenordnung,
- Kinder- und Jugendeinrichtungen der Stadt Dresden oder des Wohlfahrtswesens,
- Senioren und Senioreneinrichtungen der Stadt Dresden oder des Wohlfahrtswesens,
- behinderte Menschen oder Behinderteneinrichtungen der Stadt Dresden oder des Wohlfahrtswesens.

## Stiftungsorgane
Die Satzung selbst sieht lediglich – als kommunale örtliche Stiftung – als Organe der Stiftung den Oberbürgermeister und den Stadtrat vor. Während der Oberbürgermeister die rechtliche Außenvertretung wahrnimmt, hat der Stadtrat die nicht ihm selbst vorbehaltenen Aufgaben (Satzungsänderung, Zusammenlegung und Aufhebung der Stiftung) einem „Stiftungsgremium“ übertragen, das ähnlich einem Verwaltungsrat ausgestaltet ist und im Wesentlichen Grundsätze und Richtlinien vorgibt und die Überwachung sichert. Diesem Stiftungsgremium gehören der Oberbürgermeister und der Beigeordnete für Finanzen und Liegenschaften als geborene Mitglieder sowie drei gewählte Mitglieder des Stadtrates an.
Ein Geschäftsführer kann bestellt werden, dies ist jedoch nicht erfolgt, da die Aufgaben durch die Stadtverwaltung im Auftrag des Oberbürgermeisters mit wahrgenommen werden. Im Zuge der Haushaltskonsolidierung 2003 wurde ein pauschaler Vergütungsanteil für diese Tätigkeit in Höhe von 10 % der Stiftungseinnahmen eingeführt.

## Stiftungsvermögen und Projekte
Das Stiftungsvermögen hatte zum 31. Dezember 2019 einen Wert von 1.754.985,88 EUR, etwa 20 % in Liegenschaften angelegt. Das reine Finanzvermögen der Stiftung betrug zu diesem Zeitpunkt 1.435.172,35 EUR.
Die Mittel sind – im Rahmen des Stiftungsabwurfs – ausschließlich für gemeinnützige und mildtätige Zwecke nach den Bestimmungen der Abgabenordnung und den Stiftungszwecken zu verwenden. Ein Anteil ist zum Erhalt des Stiftungsvermögens bestimmt. Als frei verfügbare Mittel weist der Haushaltsplan der Stadt Dresden für 2021 und 2022 jeweils knapp 12.000 Euro aus.